# 1428 w polityce
Wydarzenia polityczne w 1428 roku.

## Wydarzenia
- 12 czerwca – W bitwie pod Golubacem ginie Zawisza Czarny z Garbowa.
- 7 września – Cesarz Go-Hanazono wstępuje na tron.
- październik - wojna stuletnia: Anglicy rozpoczynają oblężenie Orleanu nad Loarą[1]

## Zmarli
- 4 stycznia – Fryderyk I Kłótnik, elektor Rzeszy Niemieckiej.
- 30 sierpnia – Shōkō, cesarz Japonii.